# Полет 604 на „Флаш Еърлайнс“
Полет на 604 „Флаш Еърлайнс“ е чартърен полет от международното летище „Шарм еш-Шейх“, Шарм еш-Шейх в Египет, до международното летище „Шарл де Гол“, Париж, Франция, с междинно кацане на международното летище „Кайро“ в Кайро, осигурен от египетската частна чартърна компания „Флаш Еърлайнс“. На 3 януари 2004 г. „Боинг 737-3Q8“, който изпълнява маршрута, се разбива в Червено море малко след излитане от международното летище „Шарм еш-Шейх“ и убива всички 135 пътници, повечето от които са френски туристи, както и всичките 13 членове на екипажа.
Първоначалната версия за инцидента, е терористичен акт, защото група в Йемен съобщава, че тя унищожава самолета за отмъщение срещу нов закон във Франция, който забранява носенето на забрадки в училищата. Разследващите отхвърлят тази теза, когато откриват, че останките са в плътно поле от отломки, което показва, че машината се разбива цяла. Министерството на гражданската авиация разследва инцидента с помощта на Американския национален съвет за безопасност на транспорта и Френското бюро за разследване и анализ на безопасността на гражданската авиация. Констатациите от разследването на катастрофата са противоречиви, като следователите от различните участващи страни не успяват да постигнат съгласие относно причината за падането на самолета.
Проблемите, свързани със сложността на системите за автопилот, са документирани в изданието от юни 2008 г. на „Аеро Сейфти Уърлд“. Преди завършването на разследването авторът на „Авионикс“ Дейвид Еванс предполага, че разликите в инструментите за изкуствен хоризонт между „МиГ-21“ (с който капитанът има опит) и „Боинг 737“ може да допринасят за катастрофата. Полет 604 е най-смъртоносното въздушно бедствие в Египет, преди почти 20 години по-късно полет 9268 на „Метроджет“ да бъде взривен над северния Синайски полуостров и остава най-смъртоносният инцидент с участието на самолет „Боинг 737 Класик“.